# Tikka Kan
Tikka Kan, pakistanski general, * 1915, † 2002.
Kan Hazara je bil načelnik generalštaba Pakistanske kopenske vojne med letoma 1972 in 1972.